# Plethodontinae

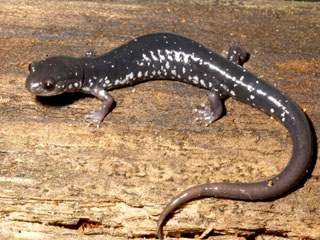
Plethodon teyahalee

Plethodontinae é uma sub-família de anfíbios pertencentes à família Plethodontidae, ordem Caudata.
Agrupa numerosos géneros que se distribuem numa vasta zona da América, desde o Alasca e Canadá até ao Brasil e Colômbia. Também ocorrem no sul da Europa.

## Gêneros
- Aneides Baird, 1851
- Batrachoseps Bonaparte, 1839
- Bolitoglossa Duméril, Bibron e Duméril, 1854
- Bradytriton Wake e Elias, 1983
- Chiropterotriton Taylor, 1944
- Cryptotriton García-París e Wake, 2000
- Dendrotriton Wake e Elias, 1983
- Ensatina Gray, 1850
- Eurycea Rafinesque, 1822
- Gyrinophilus Cope, 1869
- Haideotriton Carr, 1939
- Hemidactylium Tschudi, 1838
- Hydromantes Gistel, 1848
- Ixalotriton Wake e Johnson, 1989
- Karsenia Min, Yang, Bonett, Vieites, Brandon e Wake, 2005
- Lineatriton Tanner, 1950
- Nototriton Wake e Elias, 1983
- Nyctanolis Elias e Wake, 1983
- Oedipina Keferstein, 1868
- Parvimolge Taylor, 1944
- Plethodon Tschudi, 1838
- Pseudoeurycea Taylor, 1944
- Pseudotriton Tschudi, 1838
- Speleomantes Dubois, 1984
- Stereochilus Cope, 1869
- Thorius Cope, 1869